# Боровське-Скуркі
Боровське-Скуркі (пол. Borowskie Skórki) — село в Польщі, у гміні Туроснь-Косьцельна Білостоцького повіту Підляського воєводства.
У 1975-1998 роках село належало до Білостоцького воєводства.